# Offensive du Croissant pétrolier (janvier 2016)
Pour les articles homonymes, voir Offensive du Croissant pétrolier.
Deuxième guerre civile libyenne
Batailles
- Benghazi (2014)
- Aéroport de Tripoli (en)
- Benghazi (2014–17)
- Oubari
- Kikla
- Derna (2015–16)
- Zliten
- Croissant pétrolier (janv. 2016)
- Syrte (2016)
- Croissant pétrolier (sept. 2016)
- Croissant pétrolier (2017)
- Birak (2017)
- Derna (2018–19)
- Croissant pétrolier (2018)
- Tripoli (2018)
- Fezzan
- Tripoli (2019–20)
- Syrte (2020)
- Tripolitaine orientale (2020)

L'offensive du Croissant pétrolier se déroule du 4 au 6 janvier 2016, lors de la deuxième guerre civile libyenne.

## Prélude
Située dans le Golfe de Syrte, la région appelée le « Croissant pétrolier » concentre la grande majorité des terminaux pétroliers de la Libye. Elle est contrôlée depuis 2013 par la Garde des installations pétrolières, un groupe armé ayant reconnu le Gouvernement de Tobrouk, puis le Gouvernement d'union nationale.
De son côté, l'organisation djihadiste État islamique contrôle depuis juin 2015 la ville de Syrte, située à l'ouest du Croissant pétrolier. Début janvier, elle reçoit également l'allégeance de combattants présents à Ajdabiya,. 

## Déroulement
Le 4 janvier 2016, l'État islamique lance depuis la ville de Syrte une offensive sur la région du Croissant pétrolier. La première ville attaquée est Ben Jawad, qui est rapidement conquise. Puis, dans la même journée, des combattants avec au moins une dizaine de véhicules attaquent par le sud les villes et les terminaux pétroliers de Ras Lanouf et d'al-Sedra (en). Au moins un candidat au suicide se fait exploser avec un véhicule piégé. Le colonel Bachir Boudhfira, du Gouvernement d'union nationale (GNA), déclare alors que deux de ses soldats ont été tués mais que les assaillants ne sont pas parvenus à entrer à l'intérieur de la ville de Ras Lanouf. Quatre réservoirs pétroliers prennent également feu.
Le 5 janvier, les combats se poursuivent dans une zone à 20 kilomètres au sud-ouest d'al-Sedra. Sept hommes de Gardes des installations pétrolières sont tués selon un de leurs porte-paroles, Ali al-Hassi. Les Gardes commencent également à recevoir un appui aérien de la part des forces aériennes basées à Misrata.
Les attaques des djihadistes sont finalement repoussées. Cependant le 7 janvier, l'État islamique effectue un attentat-suicide au véhicule piégé à une entrée de la ville de Ras Lanouf, qui cause la mort de six personnes, dont un bébé.

## Pertes
Selon Ali al-Hassi, un des porte-paroles des Gardes des installations pétrolières, dix membres du groupe sont tués dans les combats du 4 au 6 janvier.

## Suites
Le 10 janvier 2016, l'État islamique mène un raid avec trois embarcations contre le port de Zueitina (en), contré par la Garde des installations pétrolières, qui les repèrent avant qu'elles ne puissent accoster et touchent l'une des embarcations. Les deux autres se replient avant de revenir remorquer la troisième et de prendre la fuite.  
Lors de la bataille de Syrte, la Garde des installations pétrolières, alors ralliée au Gouvernement d'union nationale (GNA), attaquent à l'est de Syrte et reprennent la ville de Ben Jawad le 30 mai 2016, puis celle de Nofilia le 31 mai,,. Les affrontements font 5 morts et 18 blessés à Ben Jawad, tandis que Nofilia est reprise sans aucune perte selon le GNA.

## Vidéographie
- « L’EI s’est emparé de la ville stratégique de Ben Jawad » [vidéo], France 24, 4 janvier 2016.
- « Le groupe État islamique étend son pouvoir aux portes du croissant pétrolier - LIBYE » [vidéo], France 24, 4 janvier 2016.